# 兵衛向陽閣
兵衛向陽閣（ひょうえこうようかく）は、兵庫県神戸市北区の有馬温泉にある温泉旅館。

## 歴史
- 1466年「蔭涼軒目録」に、「二の湯兵衛」「谷の兵衛」とあり、 それ以前からあったということから創業は650年 - 700年位前としている。
- 1594年「湯山由緒記」によると、有馬十二坊では「北の坊」と名乗っていたが、人々が「兵衛、兵衛」ということから再び、 何かのきっかけから「兵衛」と公称するようになった。また、有馬温泉をこよなく愛した豊臣秀吉に「兵衛」と名づけられたという口伝が残っている。
- 1816年、旅館兵衛（現：兵衛向陽閣）の主人であり有馬の温泉医であった兵衛元式は、 大和・高取藩医の柘植彰常龍州に温泉を蒸溜してとった塩を贈ったことがあった。
- 「一の湯は御所坊、ニの湯は兵衛より灯明を献ず」と記録が残っており、電気のない時代には「二ノ湯」の湯殿の灯明は兵衛（現：兵衛向陽閣）が、 「一ノ湯」は御所坊が献じた。
- 一般に「兵衛、兵衛」と人々に呼ばれていた事実から、御所坊は名前の通り天皇家の宿舎と言う意味、 兵衛は御所坊に並ぶ宿であったということから、天皇が行幸の際の供奉役「兵衛府」の宿舎だったことが考えられる。
- 1927年、現在の位置に別館を建築。「朝日に向かって燦々と輝いていく」という意味をこめて「向陽閣」と名付け、現在に至る（本館は閉鎖）。
- 1957年、駐車場（現：カフェHyoe、セブン-イレブン有馬温泉店）から山頂の向陽駅を結ぶ全長約100メートルの短距離ケーブルカーを日本の旅館で初めて設置する（1980年3月22日に廃止[1]）[2][3]。
- 2010年、有馬温泉エリア初の本格ブッフェレストラン「ブッフェレストラン花の舞」をオープン。

（兵衛向陽閣公式ホームページ参照）

## 施設
- 建物
  - 南館（地下1階 - 地上8階・客室41室）
  - 西館（8 - 15階・客室57室）
  - 北館（8 - 15階・客室41室）
  - 東館（8 - 10階・2室）

上記4棟が8階で連結されている。フロントは南館1階。

三の湯 渡り廊下
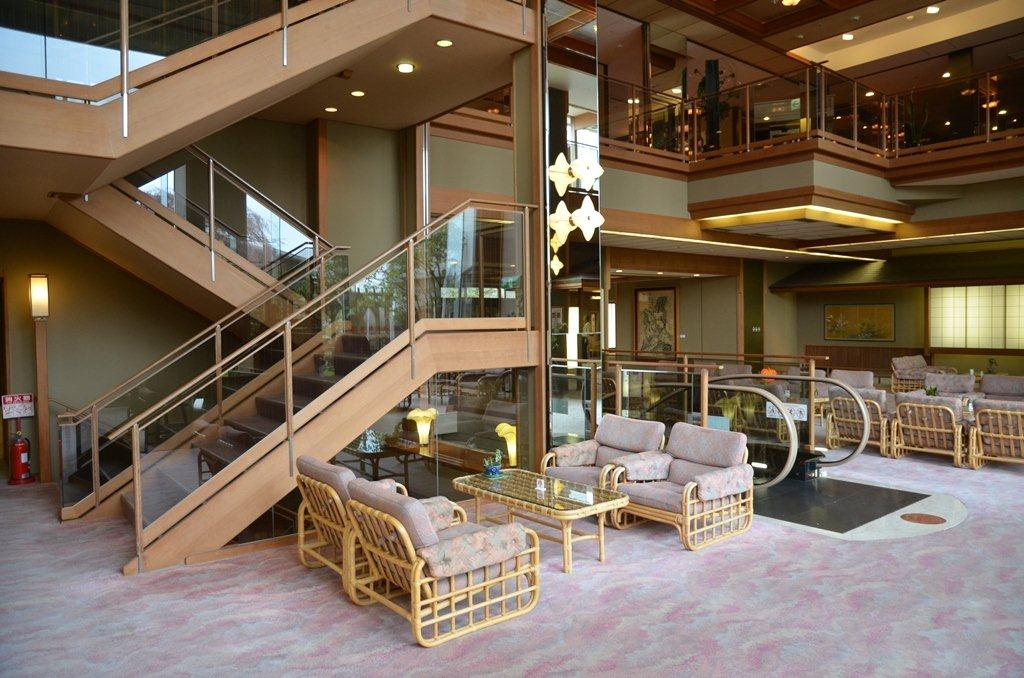
湯上り処
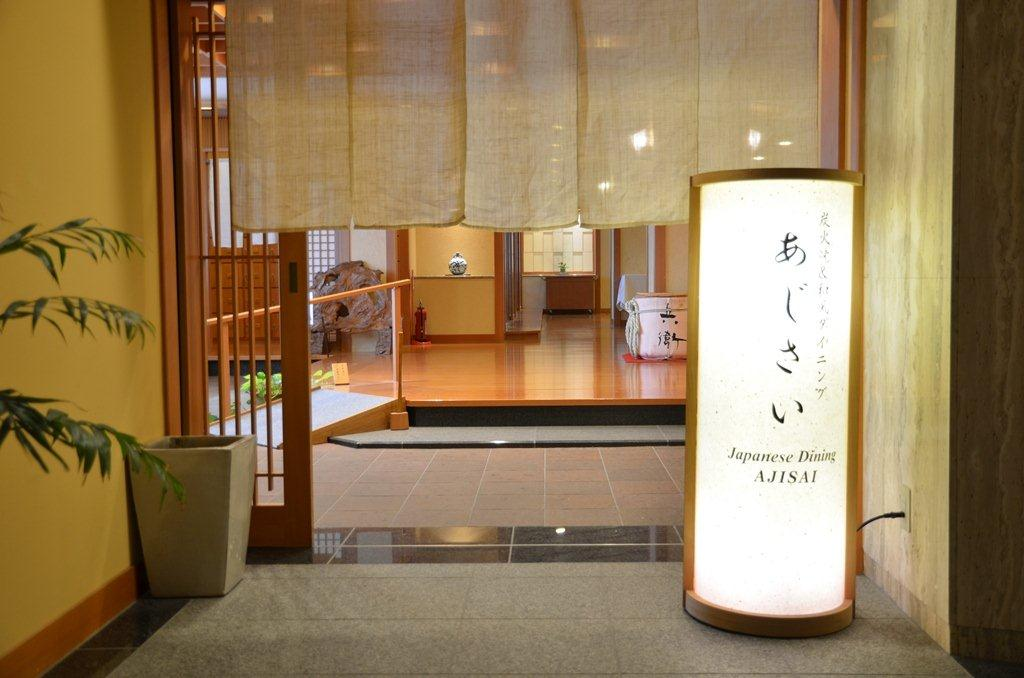
炭火焼&和風ダイニングあじさい
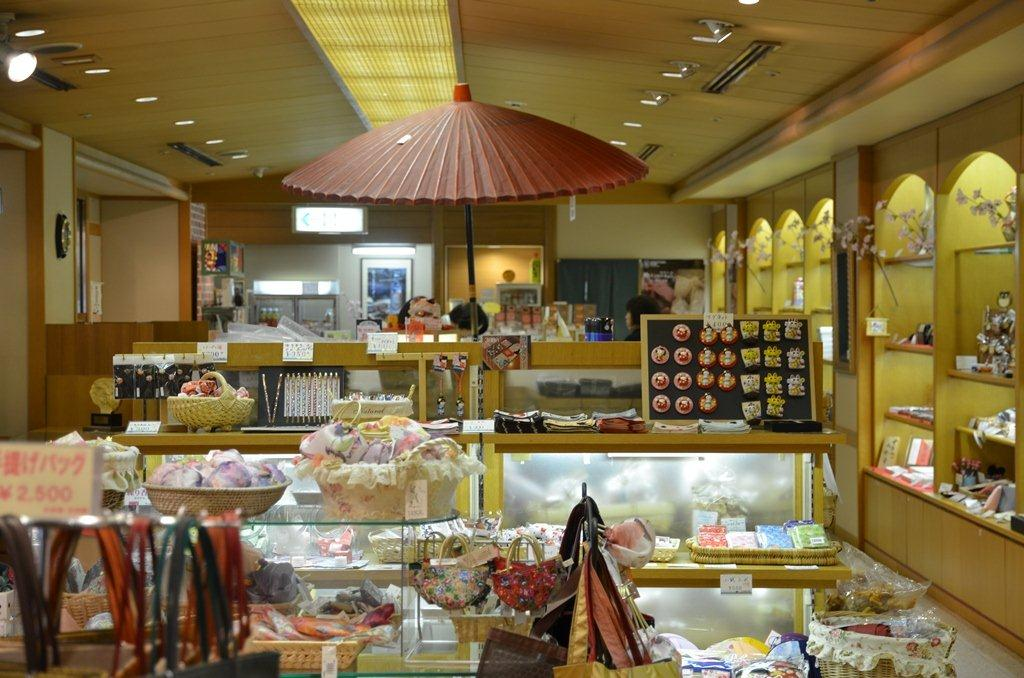
売店

## 美術
兵衛向陽閣は、多数の美術作品・工芸品を所蔵し、その一部は館内でも展示されている。
- 伊藤博文の書
- 九鬼嘉隆の南蛮鉄甲冑
- 横山大観『蓬莱峡』
- 僧愛石『虎ノ図』
- 皆川月華『カトレアの図』
- 今岡徳夫『雲海』『薫風』
- 橋本良江『オロペサ原野』『朝靄のロット川』
- 福田眉仙『蓬莱峡』
- 田能村竹田
- 海老名正夫『大原女』
- 関口正男『涼宵』
- 下町爽風『アムール河』
- 川崎千足『銀游』

（兵衛向陽閣ブログ参照）

## CMソング
「有馬兵衛の向陽閣へ」のCMソングはキダ・タローの作曲で、仲宗根美樹が17歳の時に歌唱した。仲宗根は「CMソングにはCMで流れていない部分がある」と証言、キダ・タローも同様に「3番まである」と証言するが、兵衛向陽閣、キダ・タローともに音源・楽譜は残っていないと回答した。
2018年、もず唱平の作詞、キダ・タローの作曲でフルバージョンが再製作され、同年7月7日にテレビ大阪で放送された『なにわの名曲 紅白歌合戦』で発表された。歌唱は塩乃華織。